# بول سالبادور
بول سالبادور (بالإسبانية: Pol Salvador Hernández) هو لاعب كرة قدم إسباني، ولد في 2 أبريل 2001 في كامبرودون في إسبانيا.

## وصلات خارجية
- بول سالبادور على موقع قاعدة بيانات كرة القدم.إي يو (الإنجليزية)
- بول سالبادور على موقع Soccerway.com (الإنجليزية)